# Kurt-Bertram von Döring
Kurt-Bertram von Döring (ur. 18 lutego 1889 w Ribbekardt; zm. 9 lipca 1960 w Medingen) – as lotnictwa niemieckiego Luftstreitkräfte z 11 zwycięstwami w I wojnie światowej. Generał Luftwaffe w czasie II wojny światowej.

## Życiorys
Służbę w wojsku rozpoczął 17 Pułku Dragonów w dniu 14 marca 1907 roku. W dniu 1 czerwca 1913 roku został przeniesiony do lotnictwa. Po ukończeniu szkolenia w maju 1914 roku został skierowany do Festungsflieger-Abteilung FestFA w Kolonii do FA38 gdzie służył w pierwszych miesiącach I wojny światowej. W 1916 roku został przydzielony do Sondastaffel Nr. 2. Zanim został skierowany do jednostki myśliwskiej Jagdstaffel 4 służył w FFA227.
8 kwietnia 1917 roku został mianowany dowódcą eskadry myśliwskiej Jasta 4. Na stanowisku dowódcy pozostawał do 19 stycznia 1918 roku z krótką przerwą gdy zastępował na stanowisku dowódcy Jagdgeschwader Nr. I Manfreda von Richthofen. 28 listopada 1917 roku został mianowany rotmistrzem.
22 lutego 1918 roku objął dowództwo nad Jagdgruppe 4, a od 11 sierpnia przejął na dwa tygodnie dowództwo nad Jasta 66, a od 3 września do końca działań wojennych dowodził elitarną jednostką Jasta 1.
Po kapitulacji Niemiec powrócił do swojego 17 Pułku Dragonów. Traktat wersalski likwidował siły zbrojne Cesarstwa Niemieckiego. Kurt von Döring wyjechał z Niemiec i w latach 1923–1927 był instruktorem lotniczym w Siłach Powietrznych Argentyny, a następnie do 1929 roku Sił Powietrznych Peru. W latach 1930–1932 przebywał z misją niemiecką w Chinach.
Do Luftwaffe wstąpił w stopniu majora 1 czerwca 1934 roku. Wkrótce został dowódcą szkoły lotniczej w Celle, a w 1936 roku został mianowany Gruppenkommandeur Jagdgeschwader 2 (JG 2) „Richthofen”. 20.04.1936 - 14.12.1939 dowódca Jagdgeschwader 134 „Horst Wessel”.
Po wybuchu II wojny światowej pełnił wiele wysokich funkcji w Luftwaffe:
- dowódca Jagdflieger 2 od 21 XII 1939 – 1.12.1940
- dowódca lotnictwa myśliwskiego w stopniu generała majora od 19 XII 1940 – 5 VIII 1941

## Odznaczenia
- Krzyż Niemiecki w Złocie – 30 grudnia 1942
- Królewski Order Rodu Hohenzollernów – 14 grudnia 1917[d]
- Krzyż Żelazny (1914) I Klasy z okuciem ponownego nadania (1939)
- Krzyż Żelazny (1914) II Klasy z okuciem ponownego nadania (1939)
- Krzyż Honorowy za Wojnę 1914/1918 (dla Frontowców)